# Evelyn Regner
Evelyn Regner (Viena, 24 de enero de 1966) es una abogada y política austriaca, diputada del Parlamento Europeo por Austria desde 2009. Es miembro del Partido Socialdemócrata de Austria, parte de la Alianza Progresista de Socialistas y Demócratas. En 2022 fue elegida vicepresidenta del Parlamento Europeo.

## Inicios y educación
Regner creció en el segundo distrito de Viena y fue a la escuela en el Sigmund-Freud-Gymnasium. Se licenció en Derecho en Viena y Salzburgo. Tras licenciarse en Derecho en la Universidad de Salzburgo y terminar su pasantía, trabajó por primera vez en Amnistía Internacional como asesora de refugiados durante 1992 y 1993.

## Trayectoria profesional
En los años siguientes, Regner trabajó como abogada en el Departamento Social de la Federación de Sindicatos de Austria (ÖGB) antes de convertirse en 1999 en jefa de la oficina de Bruselas de la ÖGB en la representación permanente de Austria ante la Unión Europea (UE). Desde enero de 2009 hasta su elección al Parlamento Europeo, fue jefa del departamento de Asuntos Internacionales y de la UE de la Federación Sindical de Austria.
Regner también ha sido miembro del Comité Económico y Social Europeo (CESE) y del Comité de Diálogo Social. Además, fue miembro del Consejo de la Confederación Europea de Sindicatos (CES), de la Confederación Sindical Internacional (CSI) y de la Comisión Sindical Consultiva ante la OCDE (TUAC).
En julio de 2009, Regner fue elegida por primera vez diputada al Parlamento Europeo y ha representado al Partido Socialdemócrata de Austria (SPÖ) y al grupo Alianza Progresista de Socialistas y Demócratas en la UE durante la 7ª, la 8ª y la 9ª legislatura.

## Trayectoria política
Tanto en la política nacional como en la europea, Regner siempre se ha centrado en asuntos relacionados con el trabajo, concretamente en la mejora de los derechos de los trabajadores y la reducción del desempleo. Además, está dedicando su trabajo a plantear cuestiones relacionadas con los mercados financieros y la desigualdad en los ámbitos de la política de género, los impuestos y la riqueza.

### Miembro del Parlamento Europeo, 2009-actualidad
Las funciones de Regner durante la 7ª legislatura del Parlamento Europeo (2009-2014) incluyeron las de vicepresidenta de la Comisión de Asuntos Jurídicos (JURI), miembro suplente de la Comisión de Empleo y Asuntos Sociales (EMPL), miembro suplente de la Comisión de Asuntos Constitucionales (AFCO), miembro de la Delegación para las Relaciones con los Países de la Comunidad Andina y miembro suplente de la Delegación en Israel. Además fue miembro del Comité Consultivo sobre la Conducta de los Diputados del Parlamento Europeo desde 2012 hasta 2014.
Las funciones de Regner durante la 8ª legislatura del Parlamento Europeo (2014-2019) incluyeron las de coordinadora de la Comisión de Asuntos Jurídicos por el Grupo S&D, miembro suplente de la Comisión de Empleo y Asuntos Sociales, así como miembro suplente de la Comisión de Derechos de la Mujer e Igualdad de Género (FEMM). Además, fue miembro de la Delegación para las Relaciones con los Países de la Comunidad Andina, del Intergrupo Sindical, de la Delegación en la Asamblea Parlamentaria Euro-Latinoamericana y miembro suplente de la Delegación en la Comisión Parlamentaria Mixta UE-Chile. Y miembro de la Comisión parlamentaria especial sobre resolución fiscal (TAXE) en febrero de 2015. Además de sus tareas en comisiones, Regner es miembro del Intergrupo del Parlamento Europeo sobre el Sáhara Occidental.
Tras ser reelegida como diputada en 2019 para la 9ª legislatura, Regner fue elegida presidenta de la Comisión de Derechos de la Mujer e Igualdad de Género (FEMM) y, como tal, inició la Semana Europea de la Igualdad de Género. Además, es miembro de la Conferencia de Presidentes de Comisión, miembro de la Comisión de Asuntos Económicos y Monetarios, miembro de la Comisión de Empleo y Asuntos Sociales y miembro suplente de la Subcomisión de Asuntos Fiscales.
Además, es Vicepresidenta de la Delegación para las Relaciones con los Países del Asia Meridional, miembro de la Delegación para las Relaciones con la República Federativa de Brasil, miembro de la Delegación en la Asamblea Parlamentaria Euro-Latinoamericana y miembro suplente de la Delegación en la Comisión Parlamentaria Mixta UE-México.
En su papel de negociadora parlamentaria sobre la información pública desglosada por países (pCBCR), el Parlamento Europeo aprobó una ley que obligará a las grandes multinacionales a la transparencia financiera y a publicar en qué países obtienen sus beneficios y dónde pagan sus impuestos. La nueva ley incluye la obligación de que las empresas publiquen cuántos empleados a tiempo completo tienen, su volumen de negocio y los impuestos pagados, así como todos los beneficios y pérdidas que tienen en cada país en el que operan, dentro de la Unión Europea y en paraísos fiscales.
Además de sus tareas en comisiones, Regner es miembro del Intergrupo del Parlamento Europeo sobre Derechos LGBT.
El 19 de enero de 2022, Evelyn Regner fue elegida vicepresidenta del Parlamento Europeo. Es la primera política del SPÖ en ocupar la presidencia del Parlamento de la UE.

## Posición Política
Los temas principales de Regner en el Parlamento de la UE son:
- Justicia fiscal: impuestos justos para las empresas multinacionales y lucha contra la evasión y el fraude fiscales
- La Europa social: Aplicación a escala europea de los convenios colectivos, las normas sociales mínimas, los regímenes de renta mínima y la lucha contra el dumping salarial y social.
- Empleo: Participación de los trabajadores en las empresas a través de la participación de los sindicatos en las negociaciones legislativas en la UE y la formación de comités de empresa europeos.
- Igualdad: eliminar la desigualdad de ingresos y mejorar la posición social y económica de las mujeres en Europa.